# 大島友治
大島 友治（おおしま ともじ、1916年〈大正5年〉10月2日 - 1999年〈平成11年〉4月19日）は、日本の政治家。自由民主党参議院議員。栃木県出身。

## 来歴・人物
1941年京都帝国大学農学部卒業。終戦後、小野寺村の農業協同組合を経て栃木県庁に入庁。教育次長、農務部長などを歴任した後、1974年の参院選に自民党公認で栃木選挙区から出馬し初当選。連続当選3回。党内では中曽根康弘→渡辺美智雄派に所属。派内では同郷の渡辺に近い存在だった。
1977年科学技術政務次官（福田赳夫内閣）、参議院文教委員長、参議院内閣委員長などを経て、1990年2月第2次海部内閣の科学技術庁長官として初入閣。同年の12月まで務めた。1992年勲一等瑞宝章受章。同年政界引退。地盤は栃木県議会議員を務めていた矢野哲朗が引き継いだ。
1999年4月19日、呼吸不全のため死去。享年84（82歳没）。